# Harper’s Island
Harper’s Island ist eine US-amerikanische Horror-Krimi-Fernsehserie, die 2009 von Ari Schlossberg kreiert und mitproduziert wurde. Die Serie lief in den USA vom 9. April 2009 bis zum 11. Juli 2009 auf CBS und hat nur eine Staffel mit 13 Folgen. Vom 26. August 2009 bis zum 11. November 2009 lief die Serie wöchentlich abends auf ProSieben.

## Handlung
Eine aus 17 Gästen bestehende Hochzeitsgesellschaft reist anlässlich der Hochzeit von Henry Dunn und Patricia (Trish) Wellington zur Insel Harper’s Island. Diese Insel hat jedoch auch eine dunkle Vergangenheit: Vor sieben Jahren wurden sechs Menschen bei John Wakefields Amoklauf getötet. Der Sheriff erschoss diesen kurz darauf. Unter den Opfern war auch die Mutter von Abby Mills, der besten Freundin des Bräutigams. Diese zögert zuerst, entscheidet sich jedoch Henry zuliebe, doch zurückzukehren.
Kaum angekommen findet Abby Mills auf dem Spiegel in ihrem Zimmer einen Zeitungsartikel über den Amoklauf vor sieben Jahren vor. Kurz darauf erhält sie einen Anruf, in dem der Anrufer auf einem Plattenspieler Musik abspielt. Sie hält es zuerst für einen dummen Streich. Ihre Meinung ändert sich, nachdem der Vater der Braut, Thomas Wellington, vor anwesender Gesellschaft auf der Generalprobe in der Mitte mit einem Walspaten gespalten wird. Ihr ist nun klar, dass der Alptraum von vorne beginnt. J. D. Dunn, der Bruder des Bräutigams, wird zuerst beschuldigt, da er kurz vor dem Mord ankündigte, es würde noch eine große Überraschung für Henry geben. Er wird von Sheriff Charly Mills, Abbys Vater, eingesperrt. Nachdem die Morde weitergehen, ist jedoch klar, dass J. D. nicht der Mörder sein kann. Es gelingt ihm zu fliehen, kurz darauf wird er jedoch auf dem Pier ermordet.
Die Gesellschaft flieht in eine Kneipe und sperrt die Tür ab. Später fährt ein PKW vor die Kneipe und händigt den Totgeglaubten Jimmy Mance aus. Jimmy findet eine Nachricht für Abby von ihrem Vater, der nach J. D. die Rolle des Sündenbocks zugeschoben bekommen hat. In der Nachricht steht, dass Charly sich mit Abby treffen will – was sie auch tut. Sie erfährt, dass Charly einen Pakt mit John Wakefield geschlossen hat; ab hier wird klar, dass Wakefield doch überlebt hat. In dem Pakt ging es darum, dass Charly sich für Jimmy opfert, da Abby ihn liebt. Die Jagd beginnt – und die Verdächtigen werden immer weniger. Es gelingt der Gruppe schließlich, Wakefield zu fangen. Am Ende sind Henry, Trish, Abby, Jimmy, Sully, Danny, Shea und ihre Tochter Madison übrig.
Trish, die zuvor angeblich von einer Klippe hinuntergestoßen wurde (Jimmy wird verdächtigt), schafft es, Hilfe zu holen. Henry, Abby, Jimmy und Sully finden sie schließlich; da es scheint, dass der Alptraum ein Ende hat, machen sich Henry und Trish auf, ins Candlewick zu gehen und ihre Koffer zu holen. Die zu Hilfe gerufene Küstenwache trifft durch die widrigen Wetterbedingungen erst spät ein. Währenddessen befreit sich Wakefield und tötet Danny. Shea und Madison können noch fliehen und gehen zu Sully. Sully hilft Shea und Madison, indem er die beiden in ein Motorboot steckt – und diese von der Insel fliehen. Nachdem Henry seine Braut Trish umbringt, wird klar, dass er der Mörder und Wakefields Komplize ist. Henry tötet später noch Sully und anstatt Abby, wie eigentlich ausgemacht, tötet er Wakefield.
Kurz darauf erwacht Abby, bis auf ihre Unterwäsche ausgezogen, in einem Zimmer. Sie geht ins Wohnzimmer und findet Henry vor. Er erzählt ihr, dass Wakefield sein Vater war und Abby somit seine Halbschwester ist. Er gesteht ihr mehrfach seine Liebe und dass er alle getötet habe, um mit Abby alleine auf der Insel zu leben. Sie flieht in eine alte Hütte und kann den gefesselten und geknebelten Jimmy finden. Henry erzählt ihr, dass Jimmy Abby zuliebe einen Vertrag unterzeichnete, mit dem er das Geständnis ablegte, die Morde gemeinsam mit Wakefield begangen zu haben. Jimmy und Abby können jedoch zur gleichen Zeit entkommen, aber Henry folgt Abby und versucht ihr klarzumachen, dass er ohne sie nicht leben könne und dass er sie mehr als alles andere brauche. Abby verletzt Henry jedoch schließlich in Notwehr tödlich mit einem Walspaten. Er sagt ihr noch ein letztes Mal, dass er sie liebt, dann stirbt er. Daraufhin verlassen Abby und Jimmy mit einem Motorboot die Insel.
Die letzten Minuten der letzten Folge zeigen ein Hochzeitsvideo, in dem alle Gäste dem Brautpaar viel Glück für die gemeinsame Zukunft wünschen.

## Figuren
| Figur                       | Darsteller          | Deutscher Sprecher     |
| --------------------------- | ------------------- | ---------------------- |
| Abby Mills                  | Elaine Cassidy      | Maria Koschny          |
| Henry Dunn                  | Christopher Gorham  | Kim Hasper             |
| Trish Wellington            | Katie Cassidy       | Julia Kaufmann         |
| Jimmy Mance                 | C. J. Thomason      | Robin Kahnmeyer        |
| „Sully“ Sullivan            | Matt Barr           | Wanja Gerick           |
| Chloe Carter                | Cameron Richardson  | Sonja Spuhl            |
| Cal Vandeusen               | Adam Campbell       | Sebastian Schulz       |
| Sheriff Charlie Mills       | Jim Beaver          | Jan Spitzer            |
| John Wakefield (Ep. 10–13)  | Callum Keith Rennie | Joachim Tennstedt      |
| Shea Allen                  | Gina Holden         | Ulrike Stürzbecher     |
| Madison Allen               | Cassandra Sawtell   |                        |
| Danny Brooks                | Brandon Jay McLaren | Tommy Morgenstern      |
| Shane Pierce                | Ben Cotton          | Dennis Schmidt-Foß     |
| Nikki Bolton                | Ali Liebert         | Dascha Lehmann         |
| Maggie Krell                | Beverly Elliot      | Karin David            |
| Beth Barrington             | Amber Borycki       | Esra Vural             |
| J.D. Dunn                   | Dean Chekvala       | Julien Haggége         |
| Katherine Wellington        | Claudette Mink      | Andrea Aust            |
| Malcom Ross                 | Chris Gauthier      | Tim Sander             |
| Richard Allen (Ep. 1–6)     | David Lewis         | Jaron Löwenberg        |
| Thomas Wellington (Ep. 1–6) | Richard Burgi       | Erich Räuker           |
| Joel Booth (Ep. 1–4)        | Sean Rogerson       | Gerrit Schmidt-Foß     |
| Lucy Daramour (Ep. 1–2)     | Sarah Smyth         | Julia Ziffer           |
| Hunter Jennings (Ep. 1–3)   | Victor Webster      | Sven Hasper            |
| Marty Dunn (Ep. 1)          | Harry Hamlin        | Hans-Jürgen Dittberner |
| Kelly Seaver (Ep. 1–2)      | Anna Mae Routledge  | Magdalena Turba        |
| Cole Harkin (Ep. 5–8)       | Dean Wray           | Jörg Hengstler         |

Abby MillsAbby Mills ist die beste Freundin von Henry Dunn. Sie kommt nach sieben Jahren wieder zurück nach Hause auf die mysteriöse Insel Harper’s Island. Dort trifft sie ihre große Liebe Jimmy und ihren Vater, den Sheriff der Insel, wieder. Nachdem John Wakefield ihre Mutter ermordet hatte, schickte dieser sie weg und Abby zog nach Los Angeles.
Henry DunnHenry Dunn kommt auf die Insel, um in einigen Tagen seine Hochzeit mit Trish Wellington zu feiern. Seit dem Tod seiner Eltern kümmert sich sein Onkel Marty um ihn. Er ist immer hilfsbereit und freundlich; doch der Schein trügt. Von der Arroganz seines baldigen Schwiegervaters lässt er sich nicht unterkriegen. Im Laufe der Serie stellt sich heraus, dass er schon seit seiner Kindheit in Abby verliebt ist und dass sie die Liebe seines Lebens ist.
Trish WellingtonTrish Wellington ist mit Henry verlobt. Ihr Ex-Freund Hunter Jennings folgt Trish auf die Insel, um weiter um sie zu werben. Doch hinter diesem fiesen Plan steckt Trish’s Vater, der Henry Dunn nicht als Schwiegersohn akzeptieren kann. Sie bleibt aber bei ihrer Entscheidung. Als Trish vom Plan ihres Vaters erfährt, gibt dieser Jennings Geld, damit er verschwindet. Trish liebt ihre Familie über alles.
Chloe CarterChloe Carter ist eine von Trish’s Brautjungfern. Sie sieht gut aus und zieht alle Männer an. Die Liebe fürs Leben findet sie in Cal. Doch auch Sully und Onkel Marty haben ein Auge auf die attraktive Blondine geworfen. Obwohl die Hölle los ist und das Morden kein Ende nimmt, macht Cal der Blondine einen Heiratsantrag – den Chloe auch annimmt. Doch lange können sie diesen Moment nicht genießen. Gegen Ende der Serie lässt sich Chloe von einer Brücke stürzen, da John Wakefield kurz zuvor ihren verlobten Cal getötet und ihn danach von der Brücke runter ins Wasser geworfen hat. Chloe ließ sich freiwillig fallen, weil sie ohne Cal nicht leben könnte und Wakefield nicht die Genugtuung geben wollte, auch sie zu töten.
Cal VandeusenCal Vandeusen ist anders als die anderen Gäste. Deshalb wirkt er auf die meisten wie ein Loser und ist der Outsider. Er machte seinen Abschluss in Medizin an der Universität Cambridge. Außer Chloe kennt er niemanden auf der Insel. Für seine Freundin würde er alles tun. Cal zählte fast zu den ersten Opfern, doch Abby und Chloe konnten ihn retten. Er verlobt sich mit Chloe auf der Insel.
Jimmy ManceJimmy Mance ist die alte Jugendliebe von Abby. Er arbeitet als Fischer auf der Insel und ging dort mit Abby auch zur Schule. Früher war er ein guter Freund von Henry. Einmal überlebt er nur knapp einen Angriff und wird von den anderen zeitweise für den Komplizen von Wakefield gehalten, Abby allerdings glaubt an die Unschuld ihrer großen Liebe – und behält recht.
Christopher „Sully“ SullivanSully ist Henrys Trauzeuge. Er kann keiner hübschen Frau widerstehen und wirkt anfangs sehr eingebildet. Er hat ein Auge auf die schöne Chloe geworfen und versteht daher nicht, wie sie mit „so einem“ wie Cal zusammen iEp. Er denkt später jedoch anders über Cal, als der ihm das Leben rettet. Sully rettet Madison und Shea, indem er sie in ein Motorboot setzt und sie somit von der Insel schafft. Er überlebt fast bis zum Schluss.

## Episoden
| #  | Deutscher Titel                 | Originaltitel         | Erstausstrahlung Deutschland | Erstausstrahlung USA | Einschaltquoten Deutschland | Einschaltquoten USA |
| -- | ------------------------------- | --------------------- | ---------------------------- | -------------------- | --------------------------- | ------------------- |
| 1  | Einer nach dem anderen          | Whap                  | 26. Aug. 2009                | 9. Apr. 2009         | 1,75 Mio.                   | 10,21 Mio.          |
| 2  | Schnitzeljagd                   | Crackle               | 26. Aug. 2009                | 16. Apr. 2009        | 1,56 Mio.                   | 7,82 Mio.           |
| 3  | Süße Rache                      | Ka-Blam               | 2. Sep. 2009                 | 23. Apr. 2009        | 0,98 Mio.                   | 7,02 Mio.           |
| 4  | Junggesellenabschied            | Bang                  | 9. Sep. 2009                 | 2. Mai 2009          | 0,94 Mio.                   | 4,61 Mio.           |
| 5  | Der Mann im Wald                | Thwack                | 16. Sep. 2009                | 9. Mai 2009          | 1,07 Mio.                   | 4,60 Mio.           |
| 6  | Tot oder lebendig?              | Sploosh               | 23. Sep. 2009                | 23. Mai 2009         | 0,95 Mio.                   | 3,85 Mio.           |
| 7  | Von der Vergangenheit eingeholt | Thrack, Splat, Sizzle | 30. Sep. 2009                | 30. Mai 2009         | 0,95 Mio.                   | 3,62 Mio.           |
| 8  | Spurlos verschwunden            | Gurgle                | 7. Okt. 2009                 | 6. Juni 2009         | 0,90 Mio.                   | 3,56 Mio.           |
| 9  | Wakefields Tagebuch             | Seep                  | 14. Okt. 2009                | 13. Juni 2009        | 0,97 Mio.                   | 3,20 Mio.           |
| 10 | Die Abmachung                   | Snap                  | 21. Okt. 2009                | 20. Juni 2009        | 0,96 Mio.                   | 3,79 Mio.           |
| 11 | Das Tunnellabyrinth             | Splash                | 28. Okt. 2009                | 27. Juni 2009        | 0,99 Mio.                   | 3,53 Mio.           |
| 12 | Der Komplize                    | Gasp                  | 4. Nov. 2009                 | 11. Juli 2009        | 1,10 Mio.                   | 3,63 Mio.           |
| 13 | Die letzten Atemzüge            | Sigh                  | 11. Nov. 2009                | 11. Juli 2009        | 1,30 Mio.                   | 4,05 Mio.           |

## Hintergrund
Harper’s Island ist eine fiktive Insel, welche sich 60 km vor Seattle befinden soll. Drehort war Vancouver und seine umliegenden Inseln. Der Leuchtturm aus dem Vorspann befindet sich im Lighthouse Park nordwestlich von Vancouver. Bis vor dem Tag, an dem sie ihr Script bekamen, wussten die Schauspieler nichts von dem Tod ihrer Rollen. Der einzige Schauspieler, der wusste, wie lange er für seine Rolle vor der Kamera stehen würde, war Richard Burgi (Thomas Wellington, Vater der Braut).
Bis auf zwei Ausnahmen sind alle Tode Morde: Chloe springt von der Brücke, auf der Cal von John Wakefield ermordet wird, und nimmt sich so selbst das Leben. Da Malcoms plötzliches Erscheinen ihn erschrak, schießt Booth sich versehentlich selbst in sein Bein und verblutet daran.
Elaine Cassidy hat den Irish Film and Television Award für „Beste Schauspielerin in der Hauptrolle in einer Fernsehserie“ für ihre Rolle in der Serie gewonnen. Die Nebendarsteller Ben Cotton und Cassandra Sawtell wurden jeweils für einen Preis nominiert, jedoch nicht ausgezeichnet.